# Distretto di Xinhui
Il distretto di Xinhui (新会区S, XīnhuìP) è un distretto della Cina, situato nella provincia del Guangdong e amministrato dalla prefettura di Jiangmen.